# Трошечкин, Александр Игоревич
Алекса́ндр И́горевич Тро́шечкин (23 апреля 1996, Москва) — российский футболист, полузащитник клуба «Пари Нижний Новгород».

## Клубная карьера

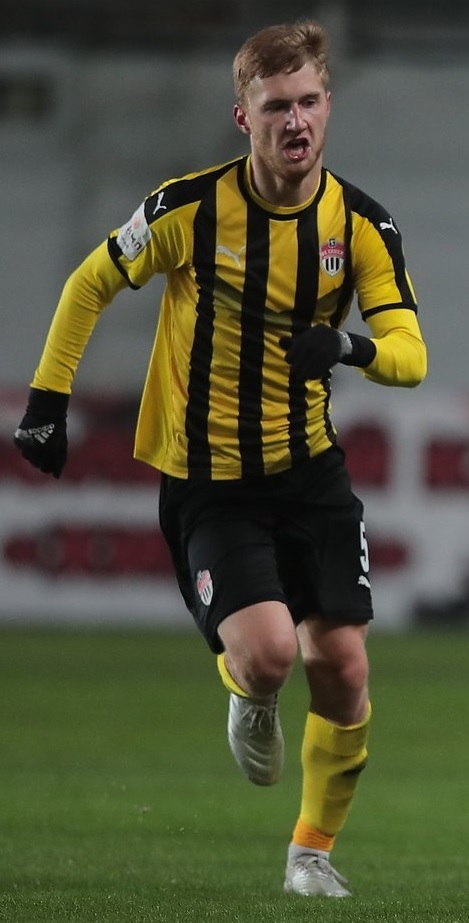
Трошечкин в составе «Химок» в 2020 г.

До 2009 года Александр воспитывался в «Локомотиве». Затем три года находился в системе «Динамо», но потом вернулся к «железнодорожникам». В 2014 году стал игроком «Анжи», но не сумел дебютировать за эту команду из-за травмы. После вылета махачкалинцев из элиты перешёл в «Ростов», за который дебютировал 17 августа 2014 года в матче с «Краснодаром». Перед сезоном 2017/18 продлил контракт с клубом на год и 26 июня был отдан в годичную аренду в «Тосно». В августе 2018 года перешёл на правах аренды в курский «Авангард» до конца года. В феврале 2019 года продлил аренду до конца сезона.
Летом 2019 года по истечении срока контракта с «Ростовом» перешёл в «Химки». Проведя три сезона в подмосковном клубе, в феврале 2022 перешёл в «Ахмат».
28 июня 2023 года стал игроком «Пари Нижний Новгород», подписав трёхлетний контракт. Дебютировал за клуб 22 июля в домашнем матче первого тура РПЛ против санкт-петербургского «Зенита».

## Достижения
«Тосно»
- Обладатель Кубка России: 2017/18

«Химки»
- Финалист Кубка России: 2019/20
- В составе трёх разных команд трижды становился победителем Кубка ФНЛ (2017, 2019, 2020), в 2020 году — лучший игрок турнира[8].